# Clinteria arunachala
Clinteria arunachala är en skalbaggsart som beskrevs av Sankar Chatterjee och Saha 1981. Clinteria arunachala ingår i släktet Clinteria och familjen Cetoniidae. Inga underarter finns listade i Catalogue of Life.